# Noname Jane
Noname Jane, nome d'arte di Ada Mae Johnson (Aberdeen, 27 marzo 1977), è un'ex attrice pornografica statunitense.

## Carriera
Nata nello Stato di Washington, dopo aver lavorato come spogliarellista a Salt Lake City, inizia la sua carriera di attrice porno lavorando per la Wicked Pictures e per la Vivid nel 2000. Conosciuta principalmente con il nickname Violet Blue, nel 2007 la scrittrice ed educatrice sessuale Violet Blue la cita in causa per l'appropriazione del proprio marchio e della propria identità, costringendola a cambiare nome in Noname Jane. Nel 2002 ha vinto l'AVN Awards come Best New Starlet ed ha concluso la sua carriera con oltre 350 scene girate. 

## Riconoscimenti
AVN Awards
- 2002 - Best New Starlet[6]

## Filmografia
- Beast (2000)
- Lewd Conduct 8 (2000)
- More Dirty Debutantes 140 (2000)
- More Dirty Debutantes 141 (2000)
- Naughty College School Girls 8 (2000)
- Real Sex Magazine 31 (2000)
- Sweet Treats 2 (2000)
- There's Something About Jack 10 (2000)
- University Coeds 24 (2000)
- Un-natural Sex 1 (2000)
- Virgin Stories 10 (2000)
- 18 and Confused 6 (2001)
- 18 and Eager 5 (2001)
- Amateur Angels 1 (2001)
- Ass Freaks 3 (2001)
- Asses Galore 14 (2001)
- Barefoot Confidential 14 (2001)
- Barely Legal 11 (2001)
- Beauty and the Bitch (2001)
- Bend Over And Say Ahh 4 (2001)
- Blue Jean Blondes 2 (2001)
- Butt Sluts 7 (2001)
- Calendar Issue 2000 (2001)
- Casting Couch Confessions 3 (2001)
- Caution Your Azz is In Danger 2 (2001)
- Extreme Teen 14 (2001)
- Gift (2001)
- Grrl Power 5 (2001)
- Gutter Mouths 21 (2001)
- Haven's Magic Touch 3 (2001)
- I've Never Done That Before 1 (2001)
- Kelly the Coed 12: Mommy's Little Monster (2001)
- Kelly the Coed 13 (2001)
- Kelly's Heroes 1 (2001)
- Kung-fu Girls 2 (2001)
- Liquid Gold 7 (2001)
- Monster Mile 2 (2001)
- Mr. Filth.com (2001)
- Mr. Marcus.com 1 (2001)
- My Ass 12 (2001)
- Naughty Little Nymphos 7 (2001)
- Nineteen Video Magazine 41 (2001)
- North Pole 23 (2001)
- Oral Adventures of Craven Moorehead 7 (2001)
- Perverted Stories 33 (2001)
- Planet of the Gapes 4 (2001)
- Puritan Magazine 31 (2001)
- Puritan Magazine 34 (2001)
- Rocking The Cradle (2001)
- Rub The Muff 2 (2001)
- Runaways 5 (2001)
- Shane's World 28: Devil's Punchbowl (2001)
- Shut Up and Blow Me 29 (2001)
- Simply 18 6 (2001)
- Smokin' 1 (2001)
- Specs Appeal 1 (2001)
- Tachophobia (2001)
- Teacher's Pet 1 (2001)
- Teen Tryouts Audition 6 (2001)
- Try-a-teen 4 (2001)
- University Coeds Oral Exams 3 (2001)
- University Coeds Oral Exams 5 (2001)
- White Trash Whore 22 (2001)
- Whore of the Rings 1 (2001)
- XXX 4: Sex In The Great Outdoors (2001)
- YA 23 (2001)
- Young Stuff 5 (2001)
- Younger the Berry the Sweeter the Juice 2 (2001)
- A Train 1 (2002)
- Adult Video News Awards 2002 (2002)
- Allysin's Pool Party (2002)
- Anal Addicts 9 (2002)
- Ass Angels 3 (2002)
- Assficianado 2 (2002)
- Bachelor Party Girl (2002)
- Behind the Scenes of Dripping Wet Sex 1 (2002)
- Blowjob Fantasies 14 (2002)
- Brandi's Freshman Year (2002)
- Butt Naked In Public (2002)
- Dripping Wet Sex 3 (2002)
- Filthy Little Cocksuckers (2002)
- Flash Flood 6 (2002)
- Floss (2002)
- Heroin (2002)
- Intimate Strangers (2002)
- Just Another Porn Movie 3 (2002)
- Karma (2002)
- Kelly's Heroes 2 (2002)
- Kick Ass Chicks 3: Violet Blue (2002)
- Legal Skin 3 (2002)
- Mr. Beaver Checks In 9 (2002)
- Naked Hollywood 19: Happy Birthday, Baby (2002)
- Naughty Bedtime Stories 1 (2002)
- Naughty Nikita (2002)
- On Location With Simon Wolf (2002)
- Out of Control Again (2002)
- Passion 2 (2002)
- Passion And Betrayal (2002)
- Pussy Whipped (2002)
- Rectal Rooter 3 (2002)
- Return To The Edge (2002)
- Rocks That Ass 19: Cumming of Violet Blue (2002)
- Rub The Muff 4 (2002)
- Seductress (2002)
- Sex Lives of Celebrities (2002)
- Sweatin' It 2 (2002)
- Teenland 1 (2002)
- Too Many Blonde Moments (2002)
- True Crime 4 (2002)
- University Coeds Oral Exams 11 (2002)
- Violation of Violet Blue (2002)
- Wishful Thinking (2002)
- XXX Superheroes 1 (2002)
- Young Dumb and Full of Cum 9 (2002)
- Young Sluts, Inc. 6 (2002)
- Your Time is Up (2002)
- 100% Blowjobs 22 (2003)
- 2 Freaky 4 U 2 (2003)
- 5 Guy Cream Pie 3 (2003)
- Alley (2003)
- Anal Kinksters 2 (2003)
- Anal Trainer 2 (2003)
- Angel Face (2003)
- Ass Appeal (2003)
- Ass Lickers (2003)
- Being Porn Again (2003)
- Biggz and the Beauties 1 (2003)
- Blow Me Sandwich 3 (2003)
- Broken Innocence (2003)
- Charm School Brats (2003)
- Cheerleader Pink (2003)
- Cheerleader School (2003)
- Cumstains 2 (2003)
- Deep in Cream 1 (2003)
- Deep Pink (2003)
- Do The White Thang (2003)
- Double Dippin (2003)
- Droppin' Loads 1 (2003)
- Eternal Virgins (2003)
- Extreme Behavior 2 (2003)
- Eye Candy 3 (2003)
- Fans Have Spoken 4 (2003)
- Fast Times at Deep Crack High 13 (2003)
- Flesh Friday (2003)
- Gorgeous Tails (2003)
- In the Garden of Shadows 1: Anais (2003)
- International Tushy (2003)
- Just Sex (2003)
- Nina Hartley's Guide to Younger Women Older Men Sex (2003)
- Only the Best of Models (2003)
- Open Up And Say Ahhh (2003)
- Post Modern Love (2003)
- Ride Em and Wreck Em 1 (2003)
- Six Degrees Of Penetration (2003)
- Slut Seeker (2003)
- Smokin' In The Girls Room 3 (2003)
- Smoking Butts 1 (2003)
- Sodomania 41 (2003)
- Sopornos 6 (2003)
- Southern California Sluts 5 (2003)
- Summer Camp Sun Bunnies (2003)
- Teen Sensations 4 (2003)
- Total Exposure (2003)
- Totally Natural 6 (2003)
- Train My White Ass 5 (2003)
- Twisted Minds (2003)
- Unbelievable Sex 3 (2003)
- Who's Your Daddy 3 (2003)
- Women in Uniform (2003)
- Younger the Better 3 (2003)
- 100% Blowjobs 30 (2004)
- 8th Sin (2004)
- Absolutely Adorable (2004)
- Art Of Anal 1 (2004)
- Babysitters Gone Bad (2004)
- Barely Legal All Stars 1 (2004)
- Brooke Hunter's Sex on Demand (2004)
- Camera Club (2004)
- Chasing Destiny (2004)
- Chasing Reality (2004)
- Cheeks 14 (2004)
- Cherry Poppers The College Years 13 (2004)
- Co-ed Cocksuckers 3 (2004)
- Dawn of the Debutantes 13 (2004)
- Dirty Dave's Sugar Daddy 24 (2004)
- Dirty Little Devils 1 (2004)
- Erotica XXX 8 (2004)
- Every Man's Fantasy (2004)
- Group Sex 4: Bottoms Up (2004)
- I Survived A Rodney Blast 3 (2004)
- Inseminated By 2 Black Men 1 (2004)
- Jerky Girls 3 (2004)
- Jerky Girls 6 (2004)
- Loads of Fun (2004)
- Lonely Housewives (2004)
- Loose Morals: Couples Edition (2004)
- MILF Money 7 (2004)
- My First DP (2004)
- Nuttin' Hunnies 1 (2004)
- Pigtailed Prick Slaves (2004)
- Porking With Pride 1 (2004)
- Reality Sucks (2004)
- Sex Trainer (2004)
- Soloerotica 4 (2004)
- Star Quality (2004)
- Stop My Ass Is On Fire 11 (2004)
- Teen Angel (2004)
- Tell Me What You Want 3 (2004)
- Ultimate DP Gang Bang 1 (2004)
- Violet Blue (2004)
- Wet Brunettes 2 (2004)
- Wild Things On The Run (2004)
- Word Man Does Pornstars (2004)
- Anal Haven (2005)
- Anal Heaven (2005)
- Bang My White Tight Ass 17 (2005)
- Barefoot Confidential 34 (2005)
- Black Balled 3 (2005)
- Black in White 2 (2005)
- Brotha Fuckers (2005)
- Bubble Gum Amateurs 23 (2005)
- Clusterfuck (2005)
- Cum Gums 3 (2005)
- Everybody Blows Raymond (2005)
- F.I.L.T.H. Hunters (2005)
- Girls Gone Anal (2005)
- Hand Jobs: Violet Blue (2005)
- Head Master 2 (2005)
- Home Party Fantasies (2005)
- Honey We Blew Up Your Pussy 1 (2005)
- My First Blowjob (2005)
- Nina Hartley's Guide to Threesomes: Two Guys and a Girl (2005)
- Nuttin' Hunnies 3 (2005)
- Pop 3 (2005)
- Prisoner (2005)
- Pussy Party 12 (2005)
- Secrets of the Hollywood Madam 2 (2005)
- Shameless (2005)
- Signature Series 14: Violet Blue (2005)
- Snatch Shot (2005)
- Strap-On Bitches in Training (2005)
- Sunrise Adams' Redline (2005)
- Violet Blue (2005)
- Violet Blue Pumps Cock Off (2005)
- Wild in Vegas (2005)
- Wonderland (2005)
- Balls Deep 9 (2006)
- Bang My White Tight Ass 26 (2006)
- Black Monster Dicks Fucking White Chicks 2 (2006)
- Black That Ass Up (2006)
- College Girls Gang Bang (2006)
- Deep Indulgence (2006)
- Eat My Black Meat 1 (2006)
- Erotic Encounters (2006)
- I Banged my Babysitter (2006)
- Interracial House of Pussy (2006)
- Is This Legal (2006)
- Kick Ass Chicks 35: Pigtails (2006)
- Meat Holes 9 (2006)
- Stripped (2006)
- Tinkle Time 1 (2006)
- 2 Dicks 1 Hole 1 (2007)
- Babyface 2 (2007)
- Barefoot Confidential 48 (2007)
- Bellezza Video 4 (2007)
- Black in White (2007)
- F**K Dolls (2007)
- Flawless 8 (2007)
- Gangbang Squad 11 (2007)
- In Your Dreams (2007)
- Insane Cock Brothas 5 (2007)
- My Neighbor is a Porn Star (2007)
- Romantic Desires (2007)
- Sinful Temptations (2007)
- Yummy (2007)
- 5 Guy Cream Pie 30 (2008)
- Bellezza Video 8 (2008)
- Black Gangbangers 7 (2008)
- Farmer's Daughters 1 (2008)
- Kick Ass Chicks 50: Nerdy Girls (2008)
- Nina Hartley's Guide to Great Sex During Pregnancy (2008)
- Blown Away 1 (2009)
- Bus Stops 1 (2009)
- Bus Stops 2 (2009)
- Cum Closer 7: No Name Jane (2009)
- Erotic Enchantment (2009)
- Lesbian Legal 4 (2009)
- Over Stuffed 9 (2009)
- Hand Job Honeys 2 (2010)
- Interracial Creampie Cuties 2 (2010)
- Liquid Gold 19 (2010)
- MILF Face (2010)
- Sweet Nasty Pleasures 3 (2010)
- Women Seeking Women 60 (2010)
- Interracial Relations (2011)
- Platinum Assholes (2011)
- Thrilla in Vanilla 7 (2011)
- Couch Surfin' With Amber Chase (2012)
- Hiney Holes (2012)
- Piss Freaks (2012)
- Pornstar's Journey 2 (2012)
- Pornstars On Vacation (2012)
- Women Seeking Women 92 (2013)
- World Of Sexual Variations 5 (2013)
- Ass Blasters 2 (2014)